# Vándalos

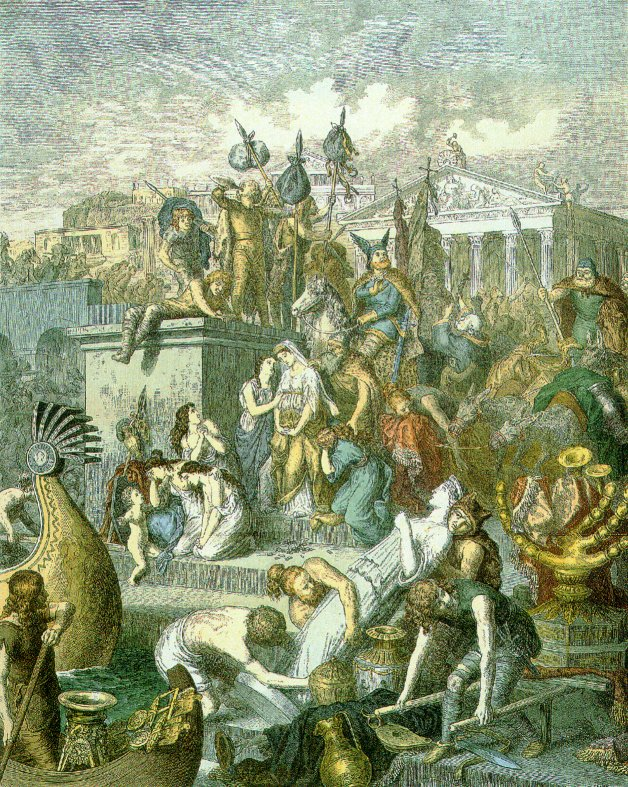
La reputación tradicional de los vándalos: Una visión idealizada del saqueo de Roma en 455 por Heinrich Leutemann, hacia 1870.

Los vándalos fueron un pueblo germánico de Europa central que habitaban las regiones ribereñas del mar Báltico, en las actuales Alemania y Polonia, durante el Imperio romano. Su lengua pertenecía a la rama germánica oriental  (solo se conservan unos pocos fragmentos de idioma vándalo). Su primera aparición en las fuentes antiguas se remonta al siglo I d. C. en que fueron citados por Plinio y Tácito. Mucho más tarde, en el siglo V, un grupo de vándalos liderados por reyes estableció reinos vándalos, primero en la península ibérica y luego en las islas del Mediterráneo occidental y el norte de África.
Los arqueólogos asocian a los primeros vándalos con la cultura de Przeworsk, lo que ha llevado a algunos autores a equipararlos con los lugii, otro grupo de pueblos germánicos asociados a esa misma cultura y región arqueológica. Tras expandirse a Dacia durante las Guerras marcomanas y a Panonia durante la Crisis del siglo III, los vándalos fueron confinados a Panonia por los godos alrededor del año 330 d. C., donde recibieron permiso de Constantino el Grande para establecerse. Alrededor del 400, incursiones de los hunos desde el este obligaron a muchas tribus germánicas a emigrar al oeste hacia el territorio del Imperio romano y, temiendo ser el siguiente objetivo, los vándalos también fueron empujados hacia el oeste. El 31 de diciembre del año 406 atravesaron el limes romano, cruzaron un congelado Rin en las cercanías de Moguntiacum e invadieron la Galia. Posteriormente, se dirigieron a la península ibérica, donde penetraron en el otoño del año 409 y se instalaron durante unos años en el valle del Guadalquivir. Los asdingos y los silingos se asentaron en la Gallaecia (noroeste de Iberia) y la Bética (centro-sur de Iberia).
Por orden de los romanos, los visigodos invadieron Iberia en el año 418. Casi aniquilaron a los vándalos alanos y silingos, quienes se sometieron voluntariamente al gobierno del líder asdingio Gunderico. Gunderico fue luego expulsado de la Gallaecia a la Bética por una coalición romano-sueva en el año 419. En mayo del 429, unos 80 000 vándalos pasaron el estrecho de Gibraltar y, dirigidos por Genserico, crearon un reino en el norte de África, centrado en la actual Túnez, donde se convirtieron en federados de Roma en 435. Cuatro años más tarde, Genserico se liberó del señorío romano, capturó Cartago y estableció una autocracia independiente. Para el año 439, habían establecido un reino que abarcaba la provincia romana de África, además de Sicilia, Córcega, Cerdeña, Malta y las islas Baleares, y sus flotas piratas controlaban gran parte del Mediterráneo occidental. Repelieron varios intentos romanos de recuperar la provincia africana e incluso invadieron Italia y saquearon la ciudad de Roma en el año 455, llevándose muchas obras de arte valiosas.
Los vándalos eran fervientes cristianos arrianos, y sus persecuciones contra la Iglesia católica en África fueron en ocasiones feroces, especialmente durante los últimos años del reinado de Hunerico (477-484), sucesor de Genserico. El reino vándalo del norte de África duró más de 100 años, hasta que finalmente fue destruido en una sola campaña durante la Guerra vándala de 533-534, en la que las fuerzas del emperador bizantino Justiniano I reconquistaron la provincia para el Imperio romano de Oriente, tras lo cual los vándalos dejaron de tener importancia histórica.
Debido al saqueo de Roma durante catorce días a manos de los vándalos,  escritores renacentistas y de comienzos de la Edad Moderna los caracterizaron como bárbaros prototípicos. Esto dio lugar al uso del término «vandalismo» para describir cualquier destrucción inútil, en particular los daños «bárbaros» a obras de arte, que se sigue usando como un sinónimo de profanación o destrucción intencionada. Sin embargo, algunos historiadores modernos han enfatizado el papel de los vándalos como continuadores de aspectos de la cultura romana en el período de transición entre la Antigüedad tardía y la Alta Edad Media.

## Origen de los vándalos

Mapa de la Cultura de Przeworsk en la que la historiografía actual sitúa el origen de los vándalos

El nombre de los vándalos se ha relacionado con frecuencia con el de Vendel, el nombre de una población de Uppland, Suecia, el cual es también epónimo de la era de Vendel de la prehistoria de Suecia, asimismo correspondiente a la Edad del Hierro germánica que conduce a la Era vikinga. La conexión estaría en que Vendel fue supuestamente el lugar de origen de los vándalos antes del Período de las grandes migraciones y conservaría su nombre tribal como topónimo. Otras posibles patrias de los vándalos en Escandinavia serían Vendsyssel en Dinamarca y Hallingdal en Noruega. Sin embargo, hoy en día la mayor parte de la historiografía los considera insertos en la Cultura de Przeworsk (celto-germánica), situada entre los ríos Oder y Vístula (en la actual Polonia).
El primer historiador romano que los menciona fue Plinio el Viejo que los llamaba Vindili. Tácito los llama vandali. La siguiente mención de las fuentes romanas es de finales del siglo II d. C. (en época del emperador Marco Aurelio) en las que aparecen divididos en dos grupos: los silingos, situados en los actuales Sudetes, y los asdingos, más al este, en el valle del Tisza (en la frontera entre las actuales Hungría y Rumanía). La siguiente mención es del historiador gótico Jordanes que sitúa a los vándalos silingos fuera del Imperio romano, pero a los asdingos dentro de él, en la provincia de la Panonia Inferior desde 332, donde servirían como foederati y estarían sometidos «a los decretos del emperador como súbditos».

## Invasión del Imperio romano (406-429)

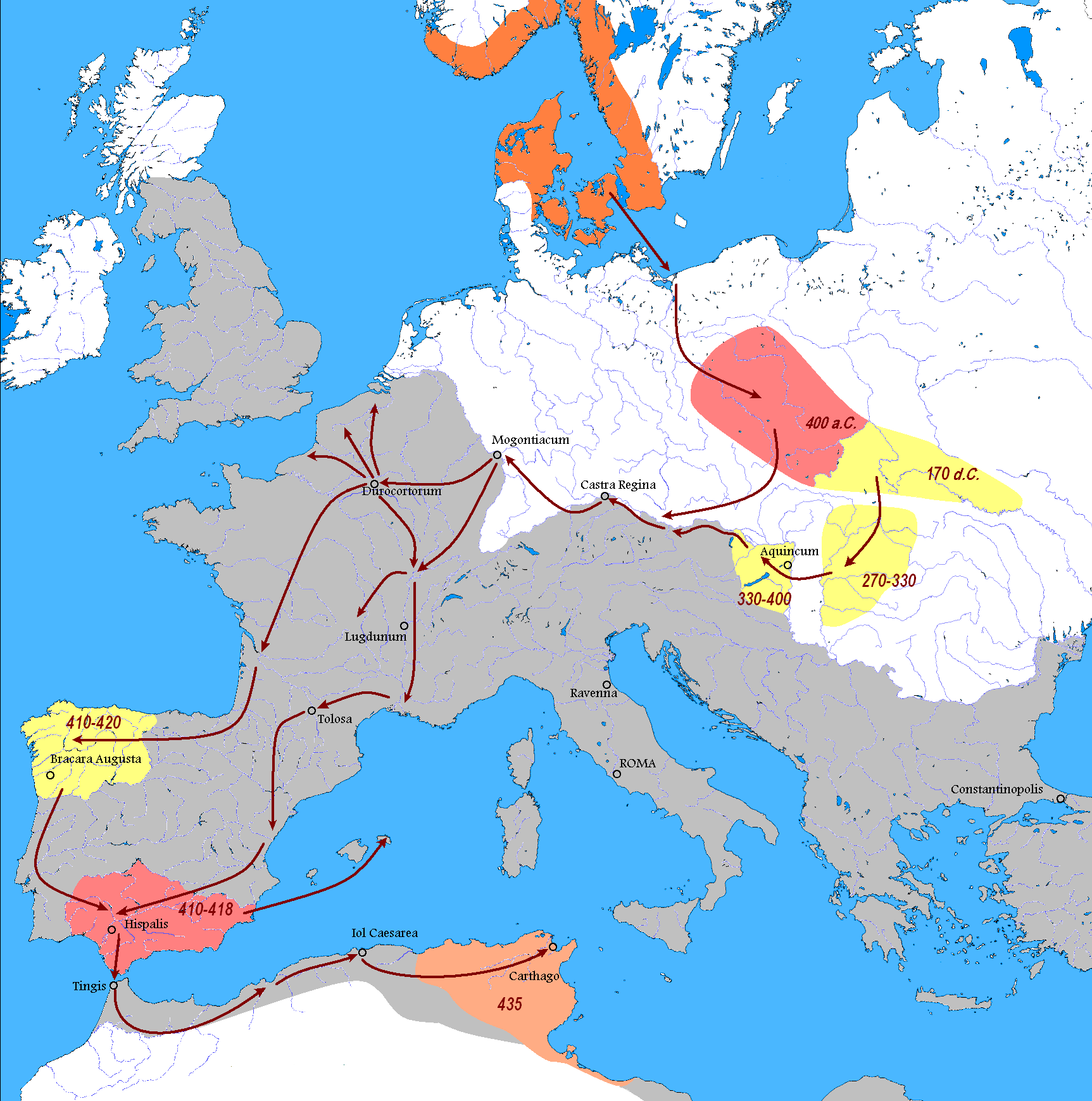
Migración del pueblo vándalo entre los años 400 y 430. Este mapa sigue la teoría tradicional que sitúa el origen de los vándalos en Escandinavia y no en la Cultura de Przeworsk (actual Polonia).

### Invasión y devastación de la Galia (406-409)
A finales del siglo IV y principios del V el statu quo de lo que los romanos denominaban el Barbaricum, el territorio fronterizo con el Imperio romano habitado por los «bárbaros», se vio profundamente alterado por el avance de los hunos procedentes de las estepas de Asia central. Como consecuencia de ello el 31 de diciembre de 406 los vándalos, junto con alanos y suevos,  cruzaron el limes del Rin del Imperio romano de Occidente. Poco antes las incursiones de los hunos los habían empujado hacia Retia. Se trató de una migración en búsqueda de mayor prosperidad y seguridad. Se calcula que entre las tres gens sumarían unas 150 000 personas, incluidos mujeres, niños y ancianos. Para cruzar el limes tuvieron que derrotar a los francos, aliados de los romanos, y en la batalla murió el rey vándalo Godegisilio, a quien sucedería su hijo Gunderico.
La relativa facilidad con la que suevos, vándalos y alanos penetraron en la Galia sin encontrar oposición se explica en gran medida por la rebelión en Britania del general romano Constantino, proclamado emperador por sus tropas con el título de Constantino III, y que había pasado al continente. Como ha señalado David Álvarez Jiménez «Constantino se mostró más preocupado por el trono imperial que por la seguridad de las provincias que reclamaba para sí».
Entre 406 y 409 suevos, vándalos y alanos devastaron la Galia. Así lo relataba en una carta el autor cristiano Jerónimo, contemporáneo de los hechos:

Recordaré unas pocas de las miserias o calamidades presentes. El que aún quedemos unos pocos, no es merecimiento nuestro, sino obra de la misericordia de Dios. Inúmeras y ferocísimas gentes han ocupado las Galias. Todo lo que hay entre el Rin y el Océano, lo han devastado...
Maguncia, ciudad antaño famosa, ha sido tomada y destruida, y muchos miles de hombres han sido pasados a cuchillo en la iglesia. Worms ha sido destruida por largo asedio. Las poderosas ciudades de Reims, de Amiens, y Arras, y los morinos, últimos de los hombres, Tournai, Nemetas y Estrasburgo, han pasado a ser Germania; las provincias de Aquitania y de los nueve pueblos, la lugdunense y narbonense, fuera de unas pocas ciudades, han quedado asoladas. Y a las mismas perdonadas las devasta por fuera la espada, por dentro el hambre. No puedo acordarme sin lágrimas de Tolosa, que ha debido el no haber caído hasta ahora a los merecimientos de su santo obispo Exuperio.

### Invasión, reparto y ocupación de Hispania (409-418)
En 409 suevos, vándalos y alanos llegaron a los Pirineos y allí, según relató Orosio, «detenidos temporalmente por las cimas de esta cordillera se esparcen por las provincias cercanas». Pero una vez controlados los pasos montañosos que comunicaban la Galia con Hispania aprovechando un momento de debilidad del usurpador Constantino III, penetraron en la península ibérica a finales de septiembre o principios de octubre del 409. 
Tomaron varias ciudades en el norte para pasar el invierno y al llegar la primavera del 410 extendieron la destrucción y los saqueos por las indefensas provincias a excepción de la Tarraconense donde tenían sus bases las tropas de Geroncio.
Sobre este hecho se ha debatido el papel que pudo haber desempeñado el general Geroncio, mano derecha del usurpador Constantino III y que había sido enviado a Hispania con el objetivo de someterla. El autor antiguo Olimpiodoro relató que Geroncio firmó una paz apresurada con los bárbaros cuando se levantó contra Constantino III. Según David Álvarez Jiménez, «se podría argumentar que contaron con la anuencia o laissez faire de Constantino III ante sus dificultades en la Galia... [y] asimismo, se le puede adjudicar igualmente esta postura de laissez faire al propio Geroncio en su relación con los recién llegados».
Según Álvarez Jiménez el interés de suevos, vándalos y alanos por Hispania no sólo se debió a que se trataba de una provincia próspera con grandes recursos naturales, y en la que no existían unidades militares romanas importantes, sino también a que «se encontraba apartada de la zona de conflicto entre Constantino III, Honorio y los visigodos, en donde se jugaba el destino del Imperio de Occidente».
Al igual que en lo referente a las Galias, las fuentes romanas relatan la presencia bárbara en Hispania como una catástrofe. Por ejemplo, Orosio escribe que «han sido invadidas las Hispanias; se han sufrido matanzas y rapiñas» y «durante estos dos años las armas enemigas han actuado con crueldad».

Reparto de las provincias de Hispania entre suevos, vándalos y alanos en 411

Hidacio, que refiere las «depredaciones» de los «bárbaros», indica también que en 411 se repartieron Hispania. La Gallaecia se la dividieron los vándalos asdingos y los suevos, la Bética fue para los vándalos silingos y la Lusitania y la Cartaginense para los alanos. La Tarraconense, libre de «bárbaros» —«ciertamente, no les debía interesar un territorio tan cercano a la Galia, al poder central imperial y a las luchas que allí se sostenían y que en el momento de su llegada estaba ocupada por Geroncio», afirma David Álvarez Jiménez—, continuaría bajo el dominio romano.
Tras el reparto cesaron las depredaciones —pero no las diputas entre ellos, especialmente entre los suevos y los vándalos asdingos por el dominio de la Gallaecia, y entre los «bárbaros» y las aristocracias locales— y según relata Orosio «los bárbaros, despreciando las armas, se dedicaron a la agricultura y respetan a los romanos que quedaron allí poco menos como aliados y amigos, de forma que ya entre ellos hay ciudadanos que prefieren soportar libertad con pobreza entre los bárbaros que preocupación con tributos entre los romanos». David Álvarez Jiménez comenta: «Una vez que los bárbaros ya habían conseguido un asentamiento relativamente estable, pudieron dedicarse a una vida de una índole más pacífica, tal y como debían de haber ansiado desde que dejaron sus hogares en el Barbaricum. Aunque no se puede negar el fortísimo componente militarista de estos grupos, los hispanorromanos, después de sufrir una primera fase difícil a consecuencia de la penetración bárbara en la península, encontraron un respiro a través de la firma de diversos acuerdos de hospitalidad [hospitalitas] con los recién llegados».

Campañas de la Guerra de Hispania (416-418) en la que los visigodos, actuando en nombre del Imperio romano, derrotaron a los vándalos silingos, asentados en la Bética, y a los alanos, en Lusitania y Cartaginense.

En 416 el nuevo hombre fuerte del Imperio romano de Occidente Flavio Constancio llegó a un acuerdo con el rey visigodo Valia, asentado en la Galia, para que desalojara de Hispania a los «bárbaros». Después de tres años de intensas campañas visigodas fueron completamente derrotados los vándalos silingos de la Bética y los alanos de la Cartaginense y de la Lusitania —el rey alano Addax murió durante las mismas y el rey silingo Fredbal fue capturado, para ser ejecutado después en Rávena, la capital de Occidente—. Flavio Constancio puso fin a la campaña en 418 —al parecer quería evitar que los visigodos se quedaran con la Bética, la provincia más rica y urbanizada de Hispania— y les otorgó el asentamiento permanente como foederati en Aquitania (Aquitania a Tolosa usque ad Oceanum).

### La hegemonía vándala asdinga en Hispania (418-429)
Los supervivientes alanos y vándalos silingos buscaron refugio entre los vándalos asdingos de Gunderico asentados en la Gallaecia. Así lo relató el cronista Hidacio:

Los vándalos silingos son exterminados todos por Valia en la Bética. Los alanos, que dominaban a los vándalos y a los suevos, de tal modo son batidos por los Godos que, extinguiendo a su rey Addax, los pocos de ellos que habían quedado, abolido el título de reino, se someten al favor del Gunderico de los vándalos que estaban asentados en la Gallaecia.

Campañas de la guerra suevo-vándala (419-420) uno de cuyos episodios principales fue el asedio vándalo de 420 en los montes Nerbasios, de localización desconocida, y que los suevos únicamente lograron levantar con la ayuda del comes Hispaniarum Asterio y del vicario Maurocelo.

A partir de la incorporación de los alanos supervivientes Gunderico adoptó el título de rex Vandalorum et Alanorum y hacia el 420 desde la Gallaecia se dirigió a la Bética donde ocupó el «vacío» dejado por los silingos (que probablemente fue allí donde se sumaron a los asdingos), iniciándose un proceso de etnogénesis en torno al pueblo asdingo (gentilicio adoptado por la dinastía real iniciada por Gunderico). Según David Álvarez Jiménez, fueron tres los motivos que llevaron a Gunderico a trasladarse a la Bética: reunirse con los supervivientes silingos; buscar un territorio más grande y más rico que la Gallaecia para mantener a la nueva supergens vándala; y alejarse de sus vecinos conflictivos, los suevos (a los que sometieron en 420 a un asedio en los montes Nerbasios, de localización desconocida, y que los suevos únicamente lograron levantar con la ayuda del comes Hispaniarum Asterio y del vicario Maurocelo), y de los visigodos de Aquitania.
En 422 el magister militum Castino, acompañado de un importante contingente godo (probablemente procedente de las filas de la hueste del derrotado Radagaiso), intentó desalojar a los vándalos de la Bética, dos años después de su llegada, pero tras unos éxitos iniciales (los vándalos se tuvieron que refugiar en las montañas) en la batalla definitiva los godos le traicionaron y se pasaron al bando vándalo y Cansino tuvo que huir a Tarraco.Tras la «derrota humillante» de Castino el Imperio romano de Occidente, cuyo dominio de Hispania se limitaba a la Tarraconense, ya no emprendió ninguna otra acción militar para recuperar la Bética, a pesar de que podía contar con los foederati visigodos de Aquitania.
Durante el periodo de casi diez años que los vándalos permanecieron en la Bética (la pax Vandala hispánica, lo denomina David Álvarez Jiménez) aprendieron de los hispanorromanos (de Iulia Traducta [Algeciras], probablemente) las técnicas de la navegación lo que les permitió emprender sus primeras acciones de piratería contra las islas Baleares y contra Cartago Nova, y también contra las costas de la Mauretania Tingitana, incluidas Septem (Ceuta) y Tingis (Tánger), la capital. Según David Álvarez Jiménez estas acciones piráticas «respondían a cuatro motivaciones principales: poner en práctica lo aprendido...; obtener botín; ayudar a planificar el posterior paso a África, que ya debía estar en gestación, y, finalmente, clarificar su posición hegemónica en la península a través de actos violentos de represalia».
En una de estas razias murió Gunderico sucediéndolo en 428 su hermanastro Genserico, asociado al trono vándalo durante los último años del reinado de aquel. Genserico sería quien dirigiría el paso a África (cuyos preparativos se realizaron en secreto), no sin antes derrotar cerca de Emérita Augusta a los suevos (aún paganos), que habían salido de la Gallaecia para depredar las provincias vecinas —en el curso de la contienda moriría el rey suevo Heremigario—. El hispanorromano Hidacio relató así lo acontecido:

El rey Genserico, dejando las Hispanias, se embarca en el mes de mayo en la costa de la provincia de la Bética con todos los vándalos y sus familias y pasa a la Mauritania y al África; mas advertido, antes de haber llegado allá, de que el suevo Heremigario asolaba a su paso las provincias vecinas, vuélvese con algunos de los suyos; le da alcance en la Lusitania, y no lejos de Mérida le acomete, matando a muchos de los que acaudillaba. Heremigario, que había despreciado a aquella ciudad con ofensa a la santa mártir Eulalia, no quedándose, a su juicio, otro recurso que la fuga, huye más veloz que el Euro, y perece precipitado por el brazo divino en el río Guadiana. Muerto de este modo, Genserico emprende la navegación.

## El reino vándalo (429-534)

### Formación y apogeo: el reinado de Genserico (428-477)

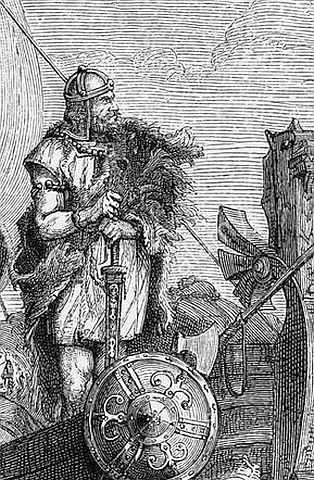
Genserico Rey de los Vándalos desde 428-477

En la primavera de 429, los 80.000 vándalos, liderados por su rey Genserico, decidieron pasar a África con el fin de hacerse con las mejores zonas agrícolas del Imperio. Para ello usaron la flota creada por el padre de Genserico, con la cual cruzaron el estrecho de Gibraltar y llegaron a Tingi y Septem entre quince y veinte mil guerreros.
Luego se desplazaron al este, haciéndose, tras algunos años de lucha, con el control del África romana y la ciudad de Cartago en el 439, que pasó a ser la capital de su reino, por tanto, las fuentes de producción de la mayor región cerealista del viejo imperio, que en lo sucesivo tuvo que comprar el grano a los vándalos, además de soportar sus razzias piratas en el Mediterráneo occidental. 
Para ello contaban con el gran puerto de Cartago y con la flota imperial en él apresada. Sobre la base de esta última, Genserico consiguió apoderarse de bases marítimas de gran valor estratégico para controlar el comercio marítimo del Mediterráneo occidental: las islas Baleares, Córcega, Cerdeña y Sicilia.
Como en otras partes del Imperio romano, contingentes germanos de unos pocos miles hábilmente pasaban a controlar poblaciones muy superiores.
En 461, el emperador romano occidental Mayoriano reunió en la ciudad de Carthago Nova una flota de 45 barcos con la intención de invadir y recuperar para el Imperio romano el reino vándalo, ya que su pérdida significaba el corte del flujo del cereal a Italia. La batalla de Cartagena se saldó con una gran derrota de la armada romana, que fue totalmente destruida y con ella las esperanzas de recuperar el norte de África para el Imperio.
Sin embargo, el dominio vándalo del norte de África duraría solo algo más de un siglo y se caracterizó por un progresivo debilitamiento militar del ejército vándalo, una gran incapacidad de sus reyes y aristocracia cortesana para encontrar un modus vivendi aceptable con los grupos dirigentes romanos y por la paulatina vida aparte de amplios territorios del interior, más periféricos y montañeses, donde fueron consolidándose embriones de Estados bajo el liderazgo de jefes tribales bereberes más o menos romanizados y cristianizados.  
La política de la monarquía vándala fue fundamentalmente defensiva y de amedrentamiento contra todos sus más inmediatos enemigos: la propia nobleza bárbara y la aristocracia provincial romana. Una labor de desatención social y descabezamiento político que a la fuerza habría de afectar a las mismas estructuras administrativas heredadas del Imperio, lo que ocasionaría su definitiva ruina. La causa profunda de dicha ruina no sería otra que la misma base del poder de los reyes vándalos, el ejército y las exigencias del mismo. 

El reino vándalo en el año 455.

Genserico (428-477), el auténtico fundador del reino vándalo, puso las bases del apogeo del mismo, pero también las de su futura decadencia. El cénit de su reinado y del poderío vándalo en África y el Mediterráneo lo constituyó la paz perpetua conseguida con Constantinopla en el verano del 474, en virtud de la cual se reconocían su soberanía sobre las provincias norteafricanas, las Baleares, Sicilia, Córcega y Cerdeña. No obstante, desde los primeros momentos de la invasión (429-430) Genserico golpeó a la importante nobleza senatorial y aristocracia urbana norteafricanas, así como a sus máximos representantes en estos momentos, el episcopado católico, procediendo a numerosas confiscaciones de propiedades y entregando algunos de los bienes eclesiásticos a la rival Iglesia donatista y a la nueva Iglesia arriana oficial. Tampoco pudo destruir las bases sociales de la Iglesia católica, que se convirtió así en un núcleo de permanente oposición política e ideológica al poder vándalo.  
Respecto de su propio pueblo, Genserico realizó en el 442 una sangrienta purga en las filas de la nobleza vándalo-alana. Como consecuencia de ello, dicha nobleza prácticamente dejó de existir, destruyéndose así el fortalecimiento de la misma, consecuencia del asentamiento y reparto de tierras. En su lugar, Genserico trató de poner en pie una nobleza de servicio adicta a su persona y a su familia. Elemento importante de dicha nobleza de servicio sería el clero arriano, favorecido con cuantiosas donaciones y reclutado entre bárbaros y romanos. 
Con el fin de eliminar posibles disensiones en el seno de su familia y linaje por cuestión de la sucesión real, suprimiendo así también cualquier papel de la nobleza en la misma, Genserico creó un extraño sistema de sucesión, tal vez a imitación del que pudiera existir en los principados bereberes, denominado seniorato o «Tanistry», en virtud del cual la realeza se transmitía primero entre hermanos por orden de edad y solo después del fallecimiento del último de estos se pasaba a una segunda generación. Los reinados de los sucesores de Genserico no hicieron más que acentuar las contradicciones internas de la Monarquía, en medio de un debilitamiento constante del poder central y su falta de sustitución por otra alternativa.

### Declive y caída (477-534)
El reinado de su hijo y sucesor Hunerico, que gobernó entre 477 y 484, supuso un paso más en la tentativa de fortalecer el poder real, destruyendo toda jerarquía sociopolítica alternativa.  
Su intento de establecer un sistema de sucesión patrilineal chocó con la oposición de buena parte de la nobleza de servicio y de su propia familia, con el resultado de sangrientas purgas.  
El que dicha oposición buscara apoyo en la Iglesia católica supuso que Hunerico iniciase en 483 una activa política de represión y persecución de la misma, que culminó en la reunión en febrero de 484 de una conferencia de obispos arrianos y católicos en Cartago, en la que el rey ordenó la conversión forzosa al arrianismo. La muerte de Hunerico en medio de una gran hambruna testimonió el comienzo de una crisis en el sistema fiscal del reino Vándalo, que habría de serle fatal. 
Guntamundo, cuyo reinado comenzó en 484 y terminó en 496, trataría inútilmente de buscar buenas relaciones con la antes perseguida Iglesia católica para impedir la extensión del poder de los principados bereberes, y como legitimación del reino vándalo frente a un imperio constantinopolitano que con la política religiosa del emperador Zenón había roto con el catolicismo occidental. 
Sin embargo, el reinado de su hermano y sucesor Trasamundo, que reinó entre 496 y 523, sería una síntesis de los dos precedentes, claro síntoma del fracaso de ambos. A falta de apoyos internos, Trasamundo buscaría sobre todo alianzas externas con Bizancio y el poderoso Teodorico, casado con la hermana de este, Amalafrida.

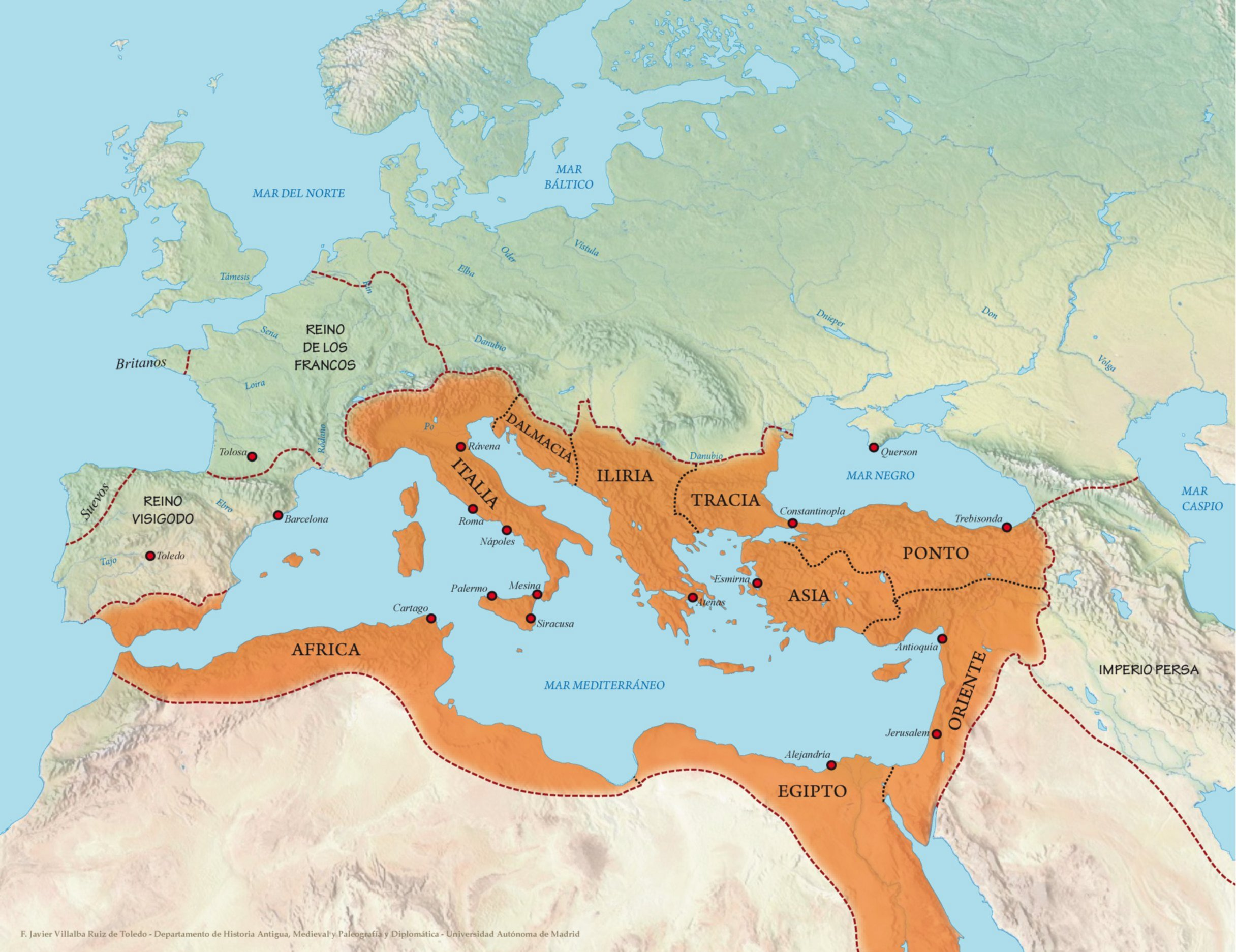
Mapa del Imperio bizantino bajo el reinado de Justiniano.

La crisis política del final del reinado del ostrogodo incitó a su sucesor y sobrino Hilderico, cuyo reinado comenzó en 523 y terminó en 530, a buscar a toda costa el apoyo del emperador Justiniano I, para lo que intentó hacer las paces con la Iglesia católica africana, a la que restituyó sus posesiones. Política ésta que no dejó de crear descontentos entre la nobleza de servicio. Hilderico fue el rey vándalo más tolerante con la Iglesia católica. Concedió a ésta libertad religiosa, por lo que volvieron a celebrarse sínodos católicos en el norte de África. Sin embargo, tenía poco interés en la guerra, y la dejó en manos de un miembro de su familia, Hoamer. Cuando este sufrió una derrota frente a los moros, la facción arriana de la familia real encabezó una revuelta, enarbolando la bandera del arrianismo nacional. Aprovechando la derrota militar frente a grupos bereberes, esta oposición logró destronarle, asesinarle y nombrar en su lugar a uno de los suyos, Gelimer, que gobernó entre 530 y 534. Hilderico, Hoamer y sus parientes fueron encarcelados.
No obstante, un intento de crear una segunda monarquía vándala carecía de futuro. El emperador bizantino Justiniano I declaró la guerra, con la intención declarada de restaurar a Hilderico en el trono vándalo. El depuesto Hilderico fue asesinado en 533 por orden de Gelimer. Mientras una expedición estaba en camino, gran parte del ejército y la armada vándalos fueron conducidos por Tzazo, hermano de Gelimer, a Cerdeña para hacer frente a una rebelión. Como resultado, los ejércitos del Imperio bizantino comandados por Belisario pudieron desembarcar sin oposición a unos 16 km de Cartago. Gelimer reunió rápidamente un ejército y se enfrentó a Belisario en la batalla de Ad Decimum; los vándalos iban ganando hasta que el hermano de Gelimer, Ammatas, y su sobrino Gibamundo cayeron en combate. Gelimer se desanimó y huyó. Belisario se apoderó rápidamente de Cartago, mientras los vándalos supervivientes continuaron luchando.  
El 15 de diciembre de 533, Gelimer y Belisario se enfrentaron de nuevo en la batalla de Tricamerón, a unos 32 km) de Cartago. Una vez más, los vándalos lucharon bien, pero acabaron quebrándose, esta vez cuando el hermano de Gelimer, Tzazo, cayó en combate. Belisario avanzó rápidamente hasta Hipona, segunda ciudad del reino vándalo, y en 534 Gelimer se rindió al conquistador bizantino, lo que marca el fin del reino vándalo. 
El norte de África, que en la época vándala comprendía el norte de Túnez y el este de Argelia, volvió a ser una provincia romana, de la que los vándalos fueron expulsados. Muchos vándalos fueron a Saldae (hoy Bugía, en el norte de Argelia), donde se integraron con los bereberes. Muchos otros fueron puestos al servicio imperial o huyeron a los dos reinos godos, el ostrogodo y el visigodo. Algunas mujeres vándalas se casaron con soldados bizantinos y se establecieron en el norte de Argelia y Túnez. Los guerreros vándalos más selectos se agruparon en cinco regimientos de caballería, conocidos como Vandali Iustiniani, estacionados en la frontera persa. Algunos entraron al servicio privado de Belisario. La Enciclopedia Católica de 1913 afirma que «Gelimer fue tratado honorablemente y recibió grandes propiedades en Galacia. También se le ofreció el rango de patricio, pero tuvo que rechazarlo porque no estaba dispuesto a cambiar su fe arriana».  En palabras del historiador Roger Collins: «Los vándalos que quedaron fueron enviados de vuelta a Constantinopla para ser absorbidos por el ejército imperial. Como unidad étnica diferenciada, desaparecieron». Pocos vándalos permanecieron en el norte de África, mientras que otros emigraron a España. En 546, el dux vándalo de Numidia, Guntarico, desertó de los bizantinos y se rebeló con el apoyo de los moros. Consiguió capturar Cartago, pero poco después fue asesinado por los bizantinos.

## Población
En 405 Radagaiso cruzó el Rin con 80 000 asdingos, 50 000 silingos, 30 000 a 40 000 alanos y 30 000 a 35 000 suevos según las crónicas. Otros rebajan la cifra de 40 000 vándalos y 19 000 alanos. En 429, según Procopio de Cesarea, más de 50 000 vándalos y alanos y 30 000 esclavos y grupos menores de otros pueblos entran en África pero historiadores modernos sostienen que esa cifra es una exageración, proponiendo alrededor de 50 000. El número de guerreros probablemente era de 10 000 a 15 000.

## Cronología
- 406. El 31 de diciembre atraviesan el limes romano cruzando el Rin en las cercanías de Moguntiacum e invaden la Galia.[55]
- 409. Cruzan los Pirineos y entran en Hispania.
- 428. Muere en Hispalis (Sevilla) Gunderico y es sucedido por Genserico.
- 429. Dirigidos por Genserico cruzan el estrecho de Gibraltar y se instalan en el norte de África.
- 430. Conquistan Hipona que convierten en su capital.
- 435. Tratado de paz con el imperio romano por el que este les cede las provincias de la Mauritania Cesariense, Numidia y parte de la Proconsular.
- 439. Conquistan Cartago que se convierte en la nueva capital del reino vándalo.
- 455. Partiendo de la actual Túnez una flota vándala llega a Roma y la saquea.
- 460. Una expedición vándala destruye la flota romana en la Batalla de Cartagena (460).
- 468. Derrotan a una importante flota del imperio bizantino en la batalla de Cabo Bon.
- 477. Muere Genserico y es sucedido por su hijo Hunerico.
- 484. Muere Hunerico y es sucedido por Guntamundo, hijo de Genserico.
- 496. Muere Guntamundo y es sucedido por Trasamundo hijo de Gento, cuarto hijo de Genserico.
- 523. Muere Trasamundo y es sucedido por su primo Hilderico.
- 530. Gelimer usurpa el trono a su primo Hilderico.
- 533. Una expedición bizantina dirigida por Belisario vence a los vándalos en la Batalla de Tricamerón.

## Lista de reyes vándalos (asdingos)
1. Visumar, siglo IV d. C. d. C. Coetáneo del rey visigodo Geberico
2. Godegisilio (¿?-406)
3. Gunderico (Gundaric/Gundioc) (407-428), Unión de los Silingos en 417
4. Genserico (428-477)
5. Hunerico (477-484)
6. Guntamundo (484-496)
7. Trasamundo (496-523)
8. Hilderico (523-530)
9. Gelimer (530-534)

## Lista de reyes vándalos (silingos)
- Fridibaldo, también conocido como Fredbal (¿?-418)